# Asphondylia opuntiae
Asphondylia opuntiae är en tvåvingeart som beskrevs av Ephraim Porter Felt 1908. Asphondylia opuntiae ingår i släktet Asphondylia och familjen gallmyggor. Inga underarter finns listade i Catalogue of Life.